# Mats Weibull
Kristian Oskar Mathias "Mats" Weibull, född 23 december 1856 på Starbo i Norrbärke socken, Dalarna, död 26 maj 1923 i Stocksund, var en svensk geolog och ämbetsman. Han var morfar till Katarina Kraft.

## Biografi
Weibull blev filosofie kandidat 1878 och filosofie doktor 1882 samt docent i mineralogi 1883, allt vid Lunds universitet. Han blev samma år laborator vid Alnarps lantbruksinstitut, sedan 1886 lärare och blev 1902 lektor i kemi och geologi samt 1911 rektor med professors titel. Från 1887 förestod han därjämte Malmöhus läns hushållningssällskaps kemiska station i Alnarp och ledde sällskapets lokala försöksverksamhet 1899–1906. Han var inspektör över statens kemiska stationer från 1905, ledamot av styrelsen för Centralanstalten för försöksväsendet på jordbruksområdet från 1913 och ledamot av Lantbruksrådet från 1918. Han avgick från sina befattningar vid Alnarp 1922.
Weibull författade ett antal avhandlingar och uppsatser i broschyrform och i tidskrifter, dels i mineralogi, petrografi och kemisk kristallografi, dels i lantbrukskemi, de senare huvudsakligen i "Landtbruksakademiens handlingar och tidskrift" samt i Tidskrift för landtmän, som han tillsammans med Hugo Winberg redigerade 1906–1917. Han utgav i bokform Kortfattad lärobok i oorganisk kemi för landtbruksundervisningen (1889; andra upplagan 1897), Kortfattad lärobok i mineralogi och geologi (1890; fjärde upplagan 1918) och Kortfattad lärobok i fysik (1891). 
Bland Weibulls många arbeten i mineralogi och kristallografi kan nämnas undersökningar över manganmineral från Dalarna, mineral från Västanå i Skåne, om arsenikkisens sammansättning och kristallform samt kristallografiska undersökningar av platinaföreningar och av en mängd bensen- och toluenderivat. Han författade även en minnesteckning över Christian Wilhelm Blomstrand (i "Geologiska föreningens förhandlingar" 1897). Han valdes till ledamot av Fysiografiska sällskapet i Lund 1890 och av Lantbruksakademien 1904.
Mats Weibull är begravd på Djursholms begravningsplats.